# Мартин I Арагонски
Марти́н Арагóнски (на испански: Martín I de Aragón; * 29 юли 1356; † 31 май 1410), с прозвище „Хуманист“, е 16-и крал на Арагон, Валенсия, Сардиния и Корсика, граф на Барселона от 1396 г., крал на Сицилия (под името Мартин II) от 1409 г. Той е последният потомък по легитимна мъжка линия на Барселонската династия и с неговата смърт се тя се пресича.

## Произход
Мартин I се ражда в Жирона или в Перпинян. Той е втори син на крал Педро IV Арагонски и Елеонора Сицилианска, принцеса от Сицилианския клон на Арагонската династия.

## Биография

### Брак с Мария Лопес де Луна
На 13 юни 1373 г. Мартин I се жени за Мария Лопес де Луна. През 1375 г. умира майка му, от която той наследява правата си върху Сицилия. Над това кралство той затвърждава позициите си, когато през 1379 г. е договорен бракът между неговия син и наследник Мартин I с Мария Сицилианска, която през 1377 г. наследява сицилианския престол след смъртта на баща си Фернандо III Сицилийски. Предвид малолетната възраст и на двамата, бракът се провежда едва през 1390 г., а Мартин I е назначен за господар и регент на Сицилия през 1380 г.

### Възкачване на престола. Наследници
След коронясването в Палермо на Мария Сицилианска и Мартин Млади (който получава наименованието Мартин I Сицилиански) фракция на сицилиански благородници въстава срещу новите монарси в полза на Анжуйската династия, принуждавайки Мартин Стария да оглави флот и да се премести в Сицилия, за да прекрати въстанието. Докато е зает с умиротворяването на острова, той е изненадан през 1396 г. от смъртта на брат си Хуан I, крал на Арагон, и от новината, че след смъртта му без мъжки наследник съпругата му Мария де Луна претендира за трона от негово име.
На 29 декември 1406 г. умира кралица Мария де Луна, която му е родила четири деца (Мартин, Хайме, Хуан и Маргарита), от които нито едно не оцелява след баща си. Последният син, който умира, е Мартин Млади през 1409 г. поради треска. Това принуждава Мартин I да сключи нов брак с младата Маргарита де Прадес на 17 септември същата година, но от този брак не се раждат деца. Кралят се опитва да узакони своя внук Фадрике де Луна (незаконен син на Мартин Млади), но неуспешно.
Мартин I умира в манастира Валдонцела, извън градските стени на Барселона на 31 май 1410 г. Въпреки че причината остава неясна, предполага се или чума (присъстваща в района по това време), уремична кома – кралят страда от тежко затлъстяване, засегнало здравето му, или има възможност да е отровен, която възможност е подкрепена само от ренесансовия хронист Лоренцо Вала. Съществува легенда за смъртта на краля, свързана с неконтролиран смях (след шега, разказана от шута Бора), която, въпреки че липсва в исторически доказателства, е записана.
След смъртта му настъпва междуцарствие за две години. От шестте претендента е избран Фернандо I Арагонски, племенник на Мартин I от Династия Трастамара.

## Надгробен паметник на Мартин I в манастира Поблет
- общ изглед
- детайл
- детайл
- детайл